# Vĩnh Hòa cung

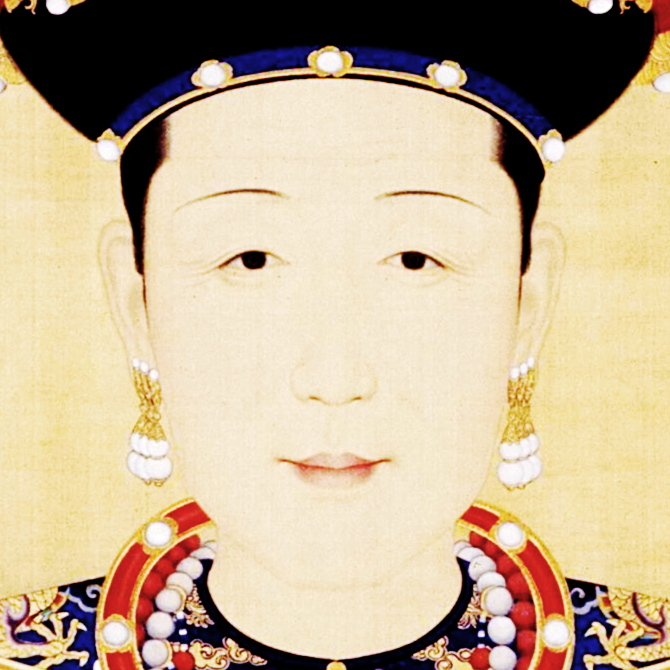
Hiếu Cung Hoàng hậu Ô Nhã thị

Vĩnh Hòa cung (chữ Hán: 永和宫, Tiếng Anh: Palace of Eternal Harmony) là một trong sáu cung điện thuộc thuộc Đông lục cung, nằm trong khuôn viên của hậu cung tại Tử Cấm Thành, Bắc Kinh. "Vĩnh Hòa" có ý nghĩa "Vĩnh Viễn Hòa Bình" (永远和平).

## Lịch sử
Vĩnh Hòa cung được xây dựng vào triều Minh năm Vĩnh Lạc thứ 18 (năm 1420), ban đầu có tên gọi [ Vĩnh An cung; 永安宫], đến năm Gia Tĩnh thứ 14 (1535) mới đổi gọi thành Vĩnh Hòa cung. Ở Triều Thanh, cung vẫn giữ nguyên tên cũ và qua ba lần trùng tu:  năm Khang Hi thứ hai mươi lăm (1686), năm Càn Long thứ ba mươi (1765), năm Quang Tự thứ mười sáu (1890).
Thanh triều Càn Long đã từng ban thưởng [12 bức Cung huấn đồ] cho hậu phi ở Đông-Tây Lục cung và Vĩnh Hòa cung được ban bức [Phàn Cơ gián liệp đồ] họa lại nàng Phàn Cơ, vốn là công chúa nước Phàn, sau này trở thành Vương hậu của Sở Trang vương thời Xuân Thu. Phàn Vương hậu nổi tiếng là nữ nhân thông minh, bản lĩnh, thường can gián quân vương để tránh được sai trái. Có thể nói, việc Sở Trang vương trở thành hình tượng của thuyết Ngũ bá cũng có công sức không nhỏ của Phàn Cơ. Cùng với bức họa Phàn Vương hậu, Càn Long cũng ngự bút ban bốn chữ [Nghi Chiêu Thục Thận, 儀昭淑慎].
Ngày 28 tháng 4 năm 2005, Triển lãm “Thanh đại phi tần sinh hoạt” được khai mạc tại Vĩnh Hòa cung, từ đó về sau nơi này trở thành một trong những cung điện được triển lãm thường trực ở Cố cung. Vào năm 2007, hoạt động “Tê chiếu quần luân – Cố cung tàng lịch đại đồng kính triển” của Vĩnh Thọ cung cùng với “Thanh đại phi tần sinh hoạt” của Vĩnh Hòa cung tạm thời dừng lại vì nội dung triển lảm được điều chính. Sau đó, “Thanh đại phi tần sinh hoạt” lại được chuyển đến Vĩnh Thọ cung tiếp tục tổ chức.                                                                                                  

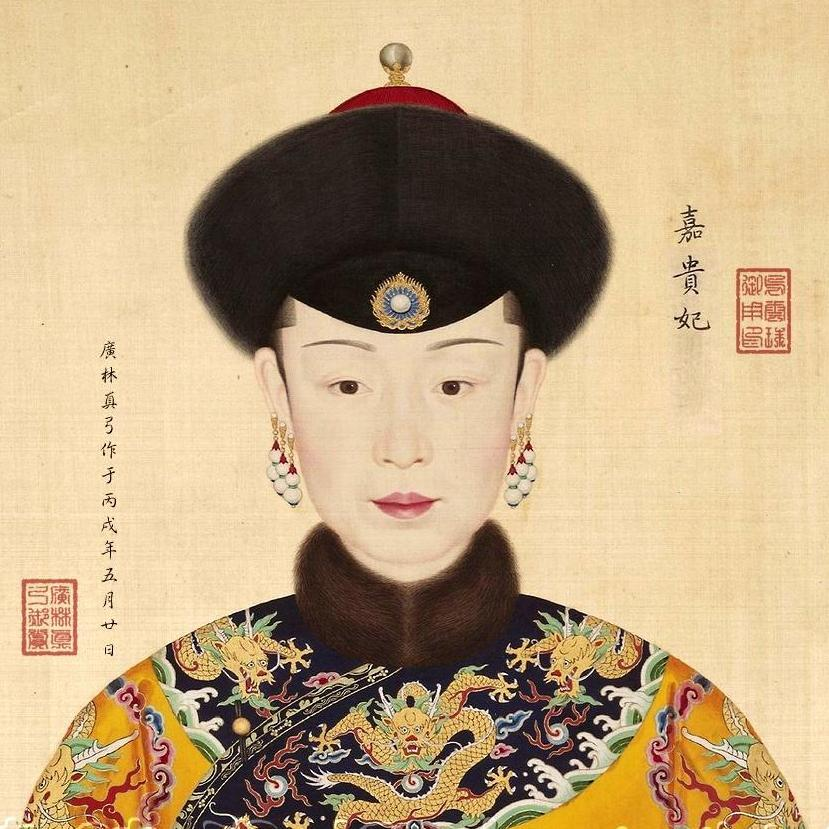
Càn Long Đế Thục Gia Hoàng quý phi Kim Giai thị

## Kiến trúc
Vĩnh Hòa cung chủ yếu vẫn được bảo trì từ thời Minh, cơ bản gồm:
1. [Vĩnh Hòa môn; 永和門]: Cửa chính của Vĩnh Hòa cung, nằm ở hướng Bắc.
2. [Vĩnh Hòa cung chính điện; 永和宫正殿]:  Rộng 5 gian, mặt trước có mái hiên ba gian được lợp ngói lưu ly màu vàng, trên hiên thiết kế có năm con tẩu thú. Trên trần của chính gian được treo một tấm biển [Nghi Chiêu Thục Thận] do đích thân Càn Long Đế ngự đề.
3. Đông điện (東殿) và Tây điện (西殿): Hai bên Vĩnh Hòa cung, mỗi điện có ba gian, lớp ngói hoàng lưu ly.
4. [Đông Thuận trai; 佟順斋]: Hậu điện chính của Vĩnh Hòa cung.
5. Tỉnh đình (井亭): Nằm ở phái Tây Nam của Đông Thuận trai. Hiếu Tĩnh Thành Hoàng hậu Bát Nhĩ Tế Cát Đặc thị

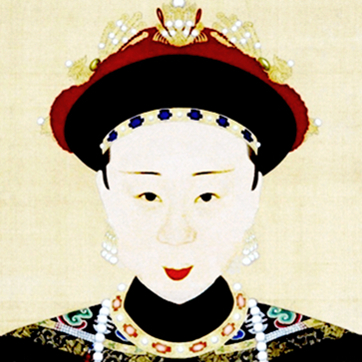
Hiếu Tĩnh Thành Hoàng hậu Bát Nhĩ Tế Cát Đặc thị

## Hậu phi cư trú
1. Thanh triều Khang Hi Hoàng đế Hiếu Cung Nhân Hoàng hậu Ô Nhã thị, sinh mẫu của Thanh Thế Tông Ung Chính Hoàng đế.
2. Thanh triều Càn Long Hoàng đế Kế Hoàng hậu Na Lạp thị. Trong thời gian bà bị tước Sách bảo Hoàng hậu sau sự kiện Nam tuần nọ, có nhiều tài liệu ghi chép bà vẫn giữ nguyên cung phân cũ và bị giam vào hậu điện Dực Khôn cung. Tuy nhiên, vì theo ghi chép việc đưa than theo phân lệ, vào ngày Na Lạp Hoàng hậu qua đời thì Vĩnh Hòa cung ngừng đưa than, do đó không ít nhận định Hoàng hậu qua đời tại Vĩnh Hòa cung. Vì sao khi về kinh sư, Càn Long Đế đem Hoàng hậu giam ở hậu viện Dực Khôn cung, mà đến khi qua đời thì bà lại ở Vĩnh Hòa cung cũng gây tranh cãi.
3. Thanh triều Càn Long Hoàng đế Thục Gia Hoàng quý phi Kim Giai thị, sủng phi người gốc Triều Tiên của Càn Long đế.
4. Thanh triều Càn Long Hoàng đế Du Quý phi Hải thị, sinh mẫu của vị hoàng tử mà Càn Long sủng ái nhất, Vinh  Thân vương Vĩnh Kỳ.  Do Quý phi hạ sinh Ngũ a ca Vĩnh Kỳ tại Vĩnh Hòa cung, nên rất có thể bà đã từng cư ngụ tại nơi đây trước đó. Cũng có nhiều tài liệu ghi lại khi thụ phong Thường tại, bà từng ở cùng cung với Uyển Quý phi Trần thị, tức là Diên Hi cung. Còn theo sắp xếp cung đình chủ vị năm Càn Long thứ 10,  tất cả cung sắp xếp là: Trường Xuân cung, Dực Khôn cung, Cảnh Nhân cung, Vĩnh Hòa cung, Thừa Càn cung. Mà hồ sơ trong nội cung sắp xếp là: Hoàng hậu Phú Sát thị, Nhàn Quý phi Na Lạp thị, Thuần Quý phi Tô thị, Gia phi Kim thị và Du phi Hải thị. Bởi vậy mà có nhiều suy đoán vào thời điểm trở thành Du Quý phi Hải thị ngụ ở Thừa Càn cung. Tuy nhiên, việc Du Quý phi Hải thị ngụ ở Diên Hi cung, Thừa Càn cung hay Vĩnh Hòa cung đều không chắc chắn được, do phi tần trong hậu cung có thể thay đổi cung phân liên tục.
5. Thanh triều Đạo Quang Hoàng đế Hiếu Tĩnh Thành Hoàng hậu Bát Nhĩ Tế Cát Đặc thị, Hoàng quý phi của Đạo Quang và dưỡng mẫu của Thanh Văn Tông Hàm Phong Hoàng đế.
6. Thanh triều Hàm Phong Hoàng đế Trang Tĩnh Hoàng quý phi Tha Tha Lạp thị, nguyên là Lệ phi (麗妃).
7. Thanh triều Hàm Phong Hoàng đế Xuân Thường tại Minh Am Thị và Hâm Thường tại Đới thị.
8. Thanh triều Quang Tự Hoàng đế Ôn Tĩnh Hoàng quý phi Tha Tha Lạp thị, còn gọi là Đức Tông Cẩn phi (德宗瑾妃), một trong những hậu phi có sức ảnh hưởng nhất vào cuối thời Thanh.